# 제이슨 키드
제이슨 프레더릭 키드(영어: Jason Frederick Kidd, 1973년 3월 23일 ~ )는 미국의 농구 선수, 감독으로 전미 농구 협회(NBA)의 댈러스 매버릭스, 피닉스 선스, 뉴저지 네츠, 뉴욕 닉스에서 선수로 활약했다. 은퇴 후에는 브루클린 네츠, 밀워키 벅스의 감독을 지냈다.

## 생애
캘리포니아 대학교(University of California. 한국에서는 버클리로 알려져 있음) 출신으로, 1995년 NBA 올해의 신인상(Rookie of the Year)을 그랜트 힐과 공동 수상하였다.
1992년 네이스미스 올해의 고교선수상 수상.
1994년 드래프트 1라운드 2순위로 댈러스 매버릭스에서 데뷔. 그 해 올스타 루키 참가.
1996 시즌부터 2000 시즌까지 피닉스 선스에서 활약함.
2001년-2007년 뉴저지 네츠의 주장으로 오자마자 역사적으로 하위권인 팀을 두 번이나 NBA 챔피언십 파이널로 이끌었으나 로스앤젤레스 레이커스 / 샌안토니오 스퍼스에 각각 패해 준우승을 차지했다.
2008년 2월에 댈러스 매버릭스에 트레이드되었고, 10-11 시즌 NBA 챔피언십 파이널에서 동부 컨퍼런스의 강호 마이애미 히트를 상대로 4:2 승리에 일조하며 NBA에 데뷔한지 15년 만에 생애 첫 우승반지를 낄 수 있었다.
통산 어시스트와 스틸 개수(2,684개)는 존 스탁턴(3,265)에 뒤이어 NBA 올타임 2위에 랭크되어 있으며, 통산 트리플 더블 개수는 107개로 오스카 로버트슨(181개)과 매직 존슨(138개)에 이어 올타임 3위다. 그리고 통산 3점슛 순위는 레이 알렌과 레지 밀러에 이어 역시 올타임 3위에 랭크되어 있다.
올스타 선정 10회. 올 디펜시브 퍼스트 팀 4회. 파이널우승 1회.
1997년부터 2013년까지 17년 연속 포스트 시즌 진출은 19회 연속 칼 말론 존 스탁턴에 이어 2위.
시즌 어시스트 1위 5회.
데뷔 시즌부터 2010~2011년 시즌까지 매년 최소 1회 이상의 트리플더블 기록은 역대 1위.
2000년 시드니 올림픽, 2008년 베이징 올림픽 국가대표.
2012년 트레이드된 뉴욕 닉스에서 2012~2013년 시즌 종료 후 은퇴하였으며, 그해 곧바로 브루클린 네츠의 감독으로 취임하여 화제가 되었다.
2013년 LA 레이커스와의 경기 중 'Hit me' 꼼수가 중계카메라에 잡혀 벌금형 5만불 징계를 당한다.
2014 ~ 2015 시즌부터 2017 ~ 2018 시즌까지 밀워키 벅스 감독으로 활동했다.
2019~2020 시즌부터 로스앤젤레스 레이커스 어시스턴 코치로 활동 중이다.
브루클린 네츠는 그의 번호 5를 영구 결번으로 지정하였다.